# Station Xermaménil - Lamath
Station Xermaménil - Lamath is een spoorwegstation in de Franse gemeente Lamath.